# WX340K
WX340K（ダブリューエックス さん よん まる ケー）は、ワイモバイル（旧ウィルコム）向けに供給された京セラ製PHS（W-OAM）端末である。
「Y!mobile」にブランド移行後も、本端末は従来のウィルコムブランドのままで販売されていた。

## 概要
WX330Kの後継機種で、6代目「京ぽん」である。
BAUMとともに、ウィルコムのPHSとしては初めてFelicaを搭載し、「ウィルコムICサービス」（おサイフケータイ）に対応している。
メインディスプレイは、京セラの他キャリアの携帯電話向けに使われている、2.7インチワイドQVGAのIPS液晶になった。サブディスプレイは、白色有機ELで、背面の底面のカメラの隣にある。
カメラは、約197万画素になり、オートフォーカスやライトも付いている。
ブラウザは、ウィルコムICサービスやJavaアプリ、Flash Liteに対応させるため、京ぽんシリーズの最大の特徴となっていたOperaではなく、シリーズとして初めてNetFrontを搭載した。
microSDカードスロットを内蔵。USB端子もWX330Kに引き続きmicroUSB端子を搭載している。
本体内蔵のデータフォルダの容量がWX330Kの約14MBから約48MBへと、大幅に増量された。
同梱のACアダプタは、当初は出力が550mAのAD330K（WX330K以降のWX3xxK系統と同じもの）であったが、WX334K発売後のロット（および、WX341K Pは当初ロットより）には出力が750mAにアップされたAD334Kに変更されている（出力の変更のみで、コネクタ自体は変更はない。なお、オプションでACのみを買い増しする場合は、いずれを購入した場合であっても標準小売価格は同額となっている）。その後、WX350Kの発売に伴い、AD334KよりAD01KCへ切り替えとされている。
本端末を最後に、京セラ製折り畳み端末の卓上ホルダが設定されていなかったが、2013年11月14日発売のWX12Kにて、ようやく卓上ホルダの設定がなされた（ストレート型は、WX341K P以降、2013年11月時点で発表された中には設定はない。）。

## 沿革
- 2009年
  - 1月22日 - 発表
  - 2月19日 - 発売
  - 3月18日 - ファームアップデートを実施、特定文字の入ったQRコード読み取り時の不具合を修正
  - 7月7日 - 「スパークリングピンク」発売
  - 7月15日 - ファームアップデートを実施、メール受信時に待受状態以外でも着信音・バイブレータの鳴動と着信ランプが点滅するように変更
  - 8月20日 - ファームアップデートを実施、動作の安定性を向上
  - 11月11日 - ファームアップデートを実施、Flash再生時に通話ボタンを長押しすることで音量調節できるように変更
- 2010年
  - 9月14日 - ファームアップデートを実施、操作ロックでWEBを『禁止』設定した場合の仕様を変更
- 2013年
  - 3月12日 - ファームアップデートを実施、動作の安定性を向上
- 2016年
  - 6月30日 - PHSでのウィルコムICサービス終了にともない、おサイフケータイの利用が不可とする予定。

## 各種仕様
- アドレス 1000件(1件あたり電話番号3件、メールアドレス3件登録可）
- スケジュール帳 スケジュール：150件、TODO：50件
- メモ帳 20件（全角/半角512文字まで記述可）
- 外部端子 microUSB TypeB（USBデータケーブル同梱）
- バッテリ リチウムイオン LD340K 750mAh/3.7V
- サウンド機能 64ch MIDIファイル, feelsoundファイル再生対応
- フォント アウトラインフォント搭載
- Webブラウザ NetFront 3.4、RSS対応、ブックマーク200件登録可、9段階ズーム表示対応、ブラウザ通信中着信可
- 電子メールクライアント NetFront Messaging Client、デコラティブメール、POP3/SMTP対応、パケット通信中メール受信可能
- メール保存容量 4MB、送受信履歴最大1000件（受信700件/送信・未送信300件、メール容量によって可変）
- セキュリティ リモートロック機能、閉めるとロック、操作ロック、シークレットモード、着信拒否
- w+(ダブリュー)Book対応
- Javaアプリ対応
- ウィルコムガジェット対応
- Flash Lite 3.1搭載、Flash待ち受け対応
- 動画再生対応（.mp4/.3gp/.3g2）
- ドキュメントビューアー搭載（.doc/.xls/.ppt/.pdf）
- 伝言/音声メモ 約30秒、3件まで保存可
- 自動時刻補正機能搭載
- 国際ローミング対応（台湾/タイ/ベトナム）
- おサイフケータイ
  - ただし2016年6月30日をもってサービスを終了する旨の発表があった[1]。
これ以降は、対応サービスの新規の利用開始や利用中の各サービスのチャージなどのオンライン機能が利用不可となる。